# Dorymyrmex insanus
Dorymyrmex insanus é uma espécie de formiga da família Formicidae.
É endémica dos Estados Unidos da América.